# Dacrifilia

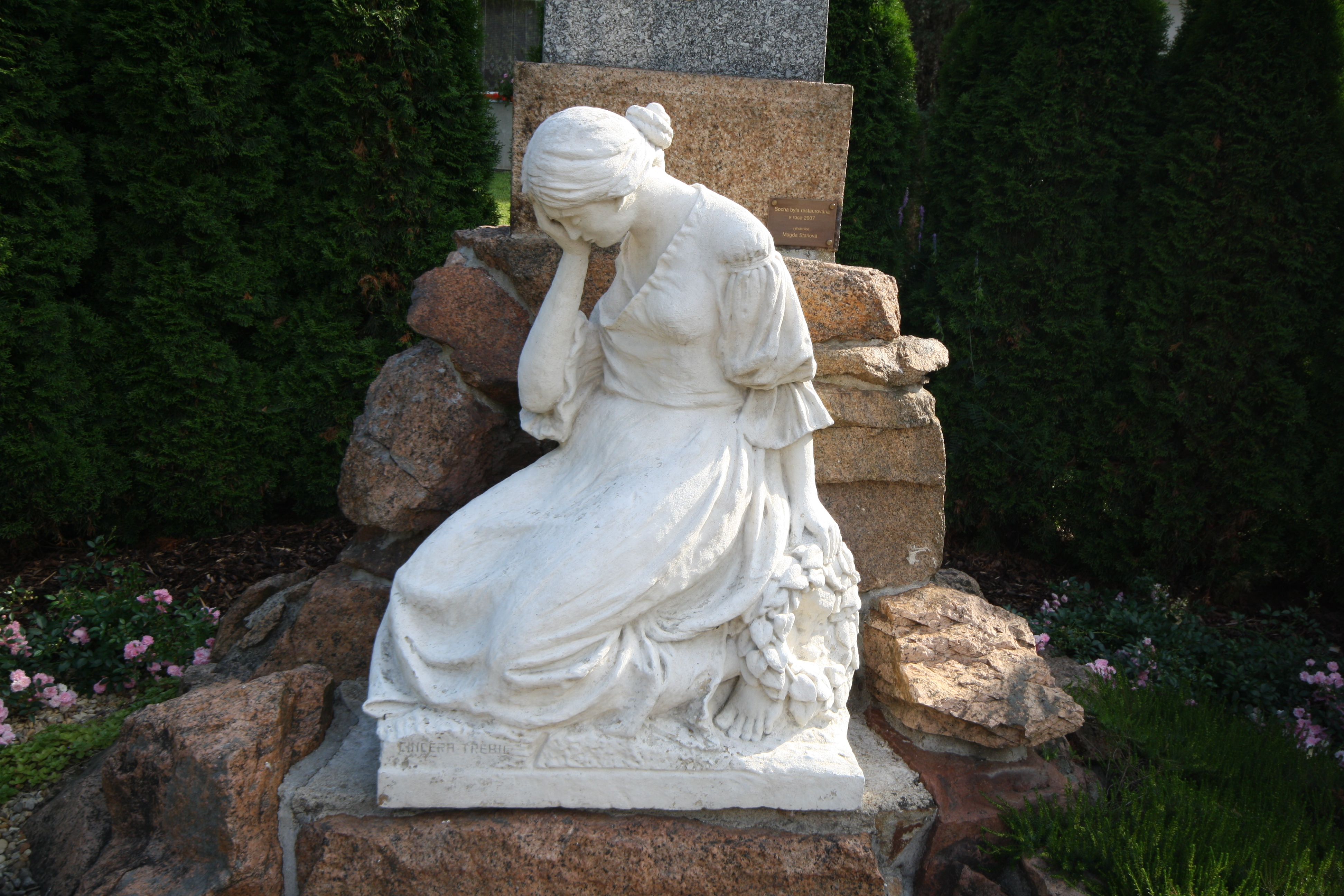
Estatua de una mujer llorando, monumento a las víctimas de la Segunda Guerra Mundial en Ocmanice, República Checa.

Dacrifilia (también conocida como dacrilagnia) es la parafilia en la que una persona se excita con las lágrimas o el llanto. Está asociada tanto a hombres como mujeres.
Esto igual puede aplicar en sentir dominio cuando tu pareja está en un momento vulnerable 

## Descripción
El término cubre todas las formas de placer que provienen de las lágrimas de otras personas. Básicamente se trata de que una persona disfruta sexualmente viendo a otra persona con un estrés emocional. No obstante, las dos partes actuantes (dominante y sumiso) pueden estar disfrutando de esta acción, por lo cual esto puede ser una práctica relacionada con el Sadomasoquismo.
La Dacrifilia se basa frecuentemente en el dolor/humillación de otra persona. Por ejemplo, se comete un fuerte abuso verbal que logra que una persona llore. De igual modo, el dominante (aquel que hace llorar al otro, el sumiso) puede torturar físicamente para lograr el objetivo del llanto. De este modo, la dacrifilia es considerada una forma de sadismo.
Desde un punto de vista psicológico, la dacrifilia muestra a una persona dominante que tiene el poder de controlar la respuesta psicológica de la persona sumisa. Este juego de poder trae consigo placer, y para algunos, excitación sexual. También existe la dacrifilia pasiva que consiste en una tercera persona que observa al sumiso llorando, en estrés emocional, causado por un dominante, este espectador disfruta las lágrimas del sumiso aunque este tercero no sea el dominante.